# Tiramisù (film)
Tiramisù è un film commedia del 2016 diretto e interpretato da Fabio De Luigi, al suo esordio da regista.

## Trama
Antonio Moscati è sposato con Aurora, una donna dolce ma tutta d'un pezzo. I due frequentano spesso Franco, il cinico trentenne fratello di lei, divorziato con una figlia di nove anni e che cambia modella ogni settimana, e Marco, perennemente depresso a causa dei debiti. Antonio fa il rappresentante di prodotti farmaceutici e gira con poco successo ed entusiasmo gli studi dei medici della mutua, cercando ogni giorno di piazzare i suoi medicinali. Alla frustrazione quotidiana si aggiunge anche il timore che sua moglie Aurora possa stancarsi presto di lui e del suo non essere un vincente.
Finché un giorno Antonio dimentica in uno studio medico un tiramisù fatto da Aurora e che lui avrebbe dovuto portare alla Caritas. Un medico lo assaggia e la vita dell'uomo cambia: il tiramisù infatti diventa il modo per ottenere sempre più successo nel suo lavoro. Antonio, tra mille imprevisti, diventa senza quasi accorgersene una persona diversa, sempre più spregiudicata, pur di conquistare e mantenere il suo nuovo status. Aurora riesce però ad aprirgli gli occhi.

## Produzione
Il film è stato girato a Trevignano Romano sul lago di Bracciano e nel castello Ruspoli di Vignanello.

## Distribuzione
Il film è stato distribuito nelle sale cinematografiche in Italia da Medusa il 25 febbraio 2016.

## Accoglienza

### Incassi
Ha incassato 2 milioni di euro al botteghino italiano.

### Critica
La critica si è dimostrata piuttosto severa. Maurizio Porro (Corriere della Sera) ha scritto che il debutto alla regia di De Luigi "è da sbadiglio", che "non si ride mai" e che il personaggio da cartoon di De Luigi "non riesce a denunciare nulla".